# Norra Storträsk
Norra Storträsk är en by 25 kilometer norr om Kalix i Kalix kommun, Norrbotten och ligger intill sjön Storträsket. I byn finns några hus och en militäranläggning.